# Gianluca Matarrese
Gianluca Matarrese (Moncalieri, 24 luglio 1980) è un regista cinematografico, sceneggiatore e attore italiano.

## Biografia
Gianluca Matarrese nasce in Piemonte da Franco, padre pugliese, e Carmelina, madre calabrese, dopo che I genitori si erano trasferiti in provincia di Torino negli anni '70 per lavorare alla FIAT. In seguito, i due coniugi erano entrati a far parte come soci della Cooperativa Togo, un'azienda di negozi di scarpe e borse, fondata da Dario Montonati e Livio Tamagno (fondatore della Defonseca). La Cooperativa, dopo avere raggiunto la massima espansione negli anni '90, arrivando a contare oltre quaranta punti vendita in tutta la regione, è fallita nel 2017 a causa della crisi economica cominciata nel 2008. La storia del fallimento dell'azienda è la trama del primo film documentario Fuori tutto che Matarrese realizza nel 2019, filmando la sua famiglia per sei anni, dal dicembre del 2012 fino al 2018.
Nel 2002 il regista si trasferisce a Parigi dove completa gli studi di cinema e teatro. Si laurea all'Università degli Studi di Torino e all'Università di Parigi 8 in Storia e Critica del Cinema Nordamericano e in scrittura audiovisiva, poi all'École Internationale de Théâtre Jacques Lecoq di Parigi nel 2005.
Inizia la sua carriera televisiva nel 2008 come autore e regista di una serie comedy Les Webcolocs, per i canali francesi OCS, trasmessa fino al 2012. il suo primo film corto, Il mio bacio come al cinema vince il premio Achille Valdata per il miglior cortometraggio al Torino Film Festival nel 2014, mentre il lungometraggio documentario Fuori tutto prodotto da Agat Films & CieRossofuoco Film e France Télévisions, ha vinto il premio per il miglior film documentario italiano al Torino Film Festival nel 2019 ed è stato selezionato tra l'altro per i Nastri d'argento, SalinaDocFest, Annecy Cinéma Italien, Thessaloniki Documentary Festival.
Per France Télévisions, dirige il documentario musicale sulla cantante Barbara Pravi, rappresentante francese dell'Eurovision 2021. Per la stessa artista, Matarrese dirige il videoclip L'homme et l'oiseau.
Il film La dernière séance è stato presentato alla Settimana Internazionale della Critica di Venezia vincendo il Queer Lion Award 2021. Il film è andato in onda nel sul canale Cielo di SKY con il titolo L'ultima volta. Il film circola nei più importanti festival internazionali di documentario e di genere queer: IDFA, Thessaloniki Documentary Film Festival, Crossing Europe, Sicilia Queer filmfest, Gender Border Milano, Bari International Gender festival, Pink Apple, RIDF, Florence Queer festival, Cheri(e) Chéris Paris, Tel Aviv Film Festival, Queer Porto (dove vince il premio di miglior film), Doc Point Helsinki, etc.
Il film Fashion Babylon che vede come protagonisti tre personalità del mondo della moda, Casey Spooner, Violet Chachki et Michelle Elie, prodotto da Bellota Films con la partecipazione di France Télévisions, è stato presentato in anteprima mondiale al CPH:DOX nel marzo 2022, per poi proseguire in un tour in numerosi festival internazionali fra cui Hot Docs, Lovers Film Festival - Torino LGBTQI, MiX Milano, Sydney Film Festival, Frameline San Francisco, Oslo Pix, Festival dei Popoli, Doc Point Helsinki, Doc Point Tallinn.
Il film Il posto debutta al Festival Vision du Réel in Svizzera, e continua a girare nei festival internazionali di documentario, fra cui Hot Docs, DMZ Korea, États généraux du film documentaire a Lussas, Annecy Cinéma Italien, Festival dei Popoli, Hainan Film Festival in Cina, De Rome à Paris, Thessaloniki Documentary Film Festival, Festival internazionale del cinema di Guadalajara.
Il film vince il premio come miglior film ai Job Film Days di Torino 2023, ed è fra i selezionati per i Nastri d'Argento nella categoria cinema del reale e per il premio Cecilia Mangini come miglior documentario ai David di Donatello.
Il cortometraggio Pinned Into a Dress, che vede come protagonista la drag artist Miss Fame, co-diretto con Guillaume Thomas, ha aperto la Settimana Internazionale della Critica di Venezia 2022.
Il film Les beaux parleurs prodotto da Bellota Films con la partecipazione di France Télévisions, è stato selezionato al Biografilm 2023, dove Matarrese ricopre il ruolo di membro della giuria per il concorso nazionale.
Il film L'Expérience Zola prodotto da Dominique Barneaud e Donatella Palermo è stato presentato alle Giornate degli Autori ed è stato selezionato ad IDFA 2023. Il film è uscito nelle sale italiane il 13 settembre 2023 distribuito da Istituto Luce Cinecittà.
Le sue installazioni video sono state esposte al Museum Angewandte Kunst di Francoforte e alla Galleria Mannerheim di Parigi.
Il suo ultimo film, GEN_, prodotto da Donatella Palermo in co-produzione con France Télévisions e RTS - SRG SSR, esplora l'attività del dottor Maurizio Bini, all'ospedale Niguarda di Milano, primario del reparto specializzato nella transizione di genere e nei disturbi della fertilità. Il documentario ha avuto la sua prima mondiale al Sundance Film Festival 2025, nella World Documentary Competition. Il film riceve il premio Mermaid Award al 27th Thessaloniki International Documentary Festival.
Attualmente è impegnato nelle riprese del suo nuovo film tra realtà e finzione, intitolato Il Quieto Vivere, prodotto da Donatella Palermo, che racconta una faida familiare tutta al femminile ambientata in Calabria.

## Filmografia

### Regista
- Les Webcolocs - serie TV (2009-2012)
- Mon Baiser de Cinéma - cortometraggio (2014)
- Dé-cision - cortometraggio (2015)
- Fuori tutto - documentario (2019)
- La dernière séance - documentario (2021)
- Barbara Pravi, voilà qui je suis - documentario (2021)
- Fashion Babylon - documentario (2022)
- Il posto - documentario (2022)
- Pinned Into a Dress - cortometraggio documentario (2022)
- Les beaux parleurs - documentario (2023)
- L'Expérience Zola - finzione (2023)
- Gen_ - documentario (2025)

## Riconoscimenti
- Mostra internazionale d'arte cinematografica
  - 2021 – Queer Lion per La Dernière Séance
- Torino Film Festival
  - 2014 – Premio Achille Valdata per Mon Baiser de Cinéma
  - 2019 – Miglior Documentario Italiano per Fuori tutto
- SalinaDocFest
  - 2023 – Miglior montaggio per L'Expérience Zola
- Job Film Days
  - 2023 – Miglior Film per Il posto